# محفظه بمب

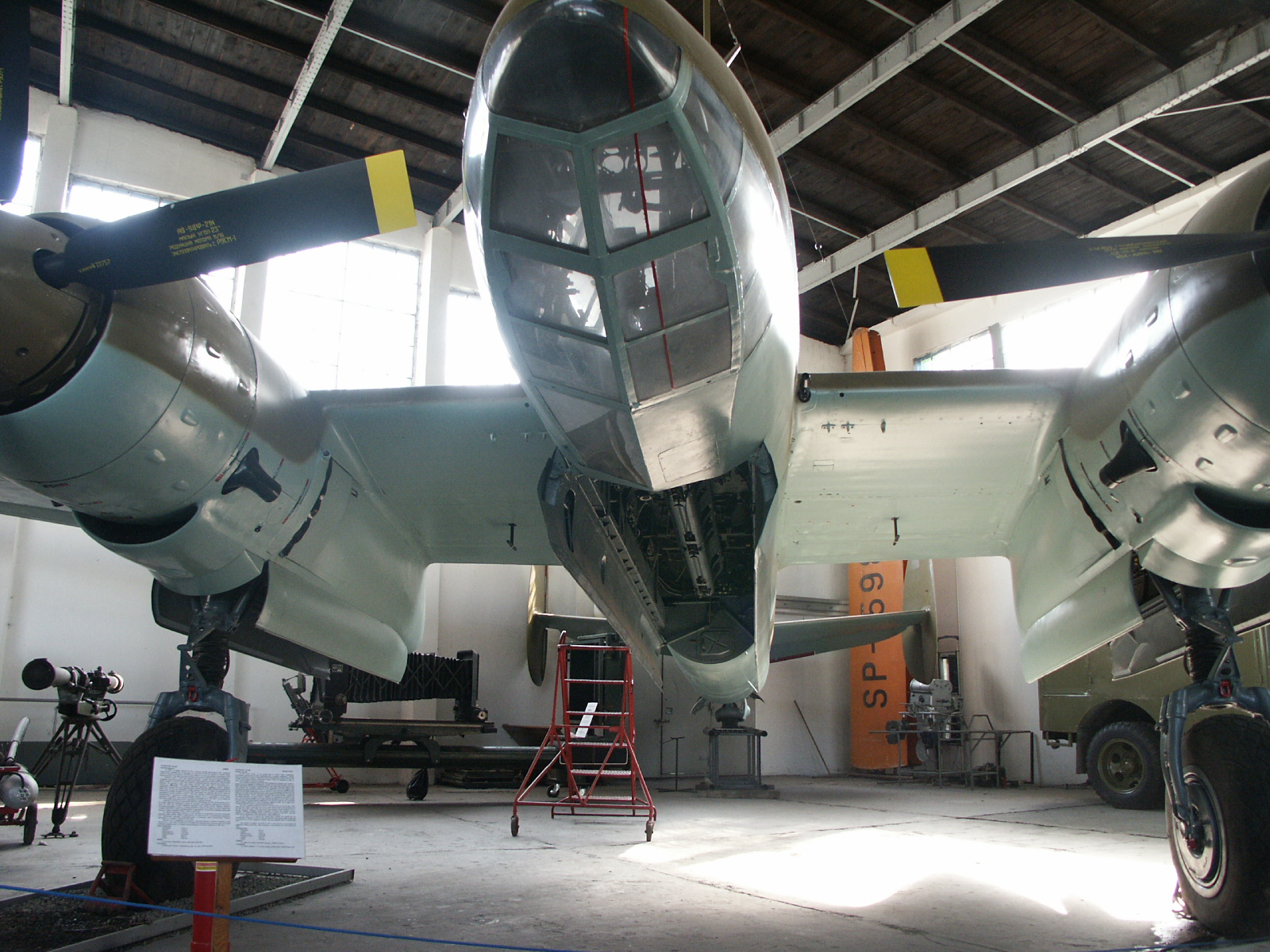
بمب‌افکن توپولف-۲ مربوط به جنگ جهانی دوم، با محفظه بمب بازشده.

محفظه بمب (انگلیسی: Bomb bay) یا محفظه سلاح، محفظه‌ای است که روی برخی از هواپیماهای نظامی با هدف حمل بمب نصب می‌شود. این محفظه معمولاً در بدنه هواپیما و در زیر آن نصب می‌شود و یک در هم دارد. در نقطه پرتاب بمب، درهای محفظه باز شده و بمب پرتاب می‌شود.